# Sollevamento pesi ai Giochi della XI Olimpiade - Pesi medi
La competizione della categoria pesi medi (fino a 75 kg) di sollevamento pesi ai Giochi della XI Olimpiade si è svolta il giorno 5 agosto 1936 alla Deutschlandhalle.

## Regolamento
La classifica era ottenuta con la somma delle migliori alzate delle seguenti 3 prove:
- Distensione lenta
- Strappo
- Slancio

Su ogni prova ogni concorrente aveva diritto a tre alzate.

## Risultati
| Pos.    | Atleta             | Nazione          | Peso Atleta | Totale | Distensione lenta | Distensione lenta | Distensione lenta | Strappo | Strappo | Strappo | Slancio | Slancio | Slancio |
| Pos.    | Atleta             | Nazione          | Peso Atleta | Totale | 1                 | 2                 | 3                 | 1       | 2       | 3       | 1       | 2       | 3       |
| ------- | ------------------ | ---------------- | ----------- | ------ | ----------------- | ----------------- | ----------------- | ------- | ------- | ------- | ------- | ------- | ------- |
| Oro     | Khadr El-Touni     | Egitto           | 74,8        | 387,5  | 107.5             | 115.0             | 117.5             | 107.5   | 115.0   | 120.0   | 140.0   | 150.0   | 155.0   |
| Argento | Rudolf Ismayr      | Germania         | 74,0        | 352,5  | 102.5             | 107.5             | 110.0             | 102.5   | 110.0   | 110.0   | 135.0   | 140.0   | 142.5   |
| Bronzo  | Adolf Wagner       | Germania         | 74,4        | 352,5  | 97.5              | 105.0             | 105.0             | 105.0   | 110.0   | 112.5   | 135.0   | 140.0   | 142.5   |
| 4       | Anton Hangel       | Austria          | 73,65       | 342,5  | 90.0              | 95.0              | 97.5              | 105.0   | 110.0   | 110.0   | 130.0   | 137.5   | 140.0   |
| 5       | Stanley Kratkowski | Stati Uniti      | 74,9        | 337,5  | 90.0              | 95.0              | 97.5              | 102.5   | 102.5   | 107.5   | 135.0   | 140.0   | 140.0   |
| 6       | Hans Valla         | Austria          | 74,7        | 335,0  | 97.5              | 102.5             | 105.0             | 97.5    | 102.5   | 105.0   | 130.0   | 135.0   | 140.0   |
| 7       | Carlo Galimberti   | Italia           | 74,5        | 332,5  | 100.0             | 105.0             | 105.0             | 97.5    | 102.5   | 105.0   | 130.0   | 132.5   | -       |
| 8       | Pierre Alleene     | Francia          | 75,0        | 330,0  | 85.0              | 90.0              | 92.5              | 100.0   | 105.0   | 107.5   | 130.0   | 135.0   | 137.5   |
| 9       | Stefan Lindeberg   | Svezia           | 73,5        | 327,5  | 85.0              | 90.0              | 92.5              | 95.0    | 102.5   | 110.0   | 130.0   | 135.0   | 135.0   |
| 10      | Josef Hantych      | Cecoslovacchia   | 74,9        | 327,5  | 80.0              | 85.0              | 87.5              | 97.5    | 105.0   | 107.5   | 125.0   | 130.0   | 135.0   |
| 11      | Régis Lepreux      | Francia          | 73,3        | 315,0  | 90.0              | 90.0              | 90.0              | 95.0    | 100.0   | 105.0   | 120.0   | 125.0   | 130.0   |
| 12      | Harold Laurance    | Gran Bretagna    | 74,6        | 315,0  | 82.5              | 87.5              | 90.0              | 90.0    | 95.0    | 97.5    | 122.5   | 130.0   | 130.0   |
| 13      | Albert Aeschmann   | Svizzera         | 74,5        | 315,0  | 90.0              | 95.0              | 97.5              | 90.0    | 95.0    | 97.5    | 120.0   | 125.0   | 130.0   |
| 14      | Walter Good        | Stati Uniti      | 74,8        | 315,0  | 90.0              | 95.0              | 97.5              | 95.0    | 95.0    | 100.0   | 125.0   | 130.0   | 130.0   |
| 15      | U Zaw Weik         | India Britannica | -           | 310,0  | 82.5              | 87.5              | 90.0              | 95.0    | 95.0    | 100.0   | 122.5   | 130.0   | 130.0   |
| 16      | Gyula Csinger      | Ungheria         | -           | 290,0  | -                 | 85.0              | -                 | 85.0    | -       | -       | 115.0   | 120.0   | 120.0   |